# Laura Peverara
Laura Peverara o Peperara (Mantua, c. 1550-Ferrara, 29 de diciembre de 1600) fue una cantante virtuosa italiana que también fue arpista y bailarina. 

## Biografía
Laura Peverara nació en Mantua alrededor de 1550. Su padre, Vincenzo, era un comerciante e intelectual que enseñaba a los príncipes, lo que llevó a que Laura se criara en la sociedad cortesana. En la década de 1570 cantaba en Verona.
Alfred Einstein identificó a Laura como miembro del renombrado conjunto de musica secreta Concerto delle donne de Ferrara. Ella fue el primer miembro, a partir de 1580, y permaneció en el grupo hasta su disolución en 1597. Ahora, tras la revaluación del material original, queda claro que hubo dos conciertos en Ferrara y que las «Tres damas» de Einstein provienen de diferentes grupos.  Peverara y Anna Guarini fueron las únicas dos de los miembros originales que cantaron en la primera actuación registrada del conjunto. También formó parte del Balletto delle donne, donde se disfrazó con ropa de hombre al menos en una ocasión.
Se reunieron tres antologías en su honor, incluida una de Torquato Tasso (Il Lauro verde) en celebración de su matrimonio con el conde ferrarés Annibale Turco. Además, muchos madrigales le fueron dedicados por compositores ferrareses, incluidos los de Giovanni Battista Gabella, Vittorio Baldini y Giovanni Gabrieli.